# Lúa mì

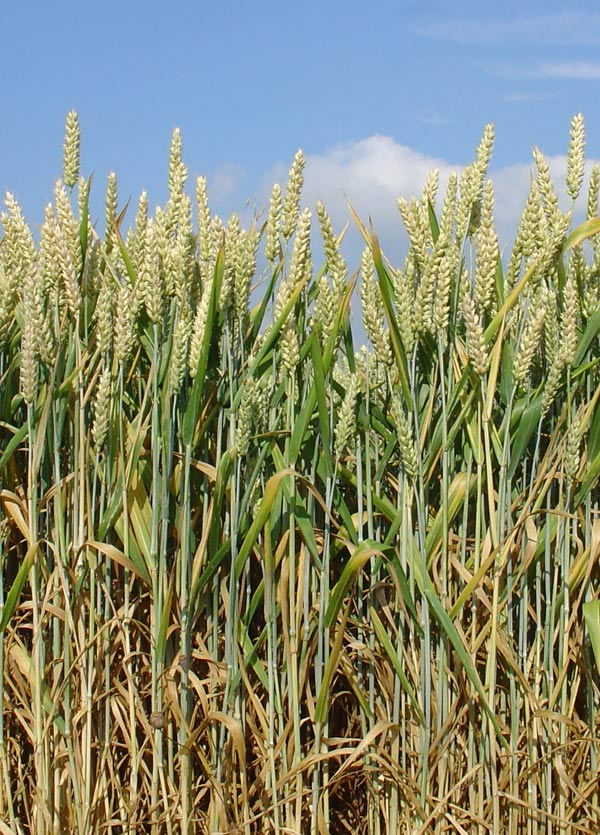
Triticum aestivum

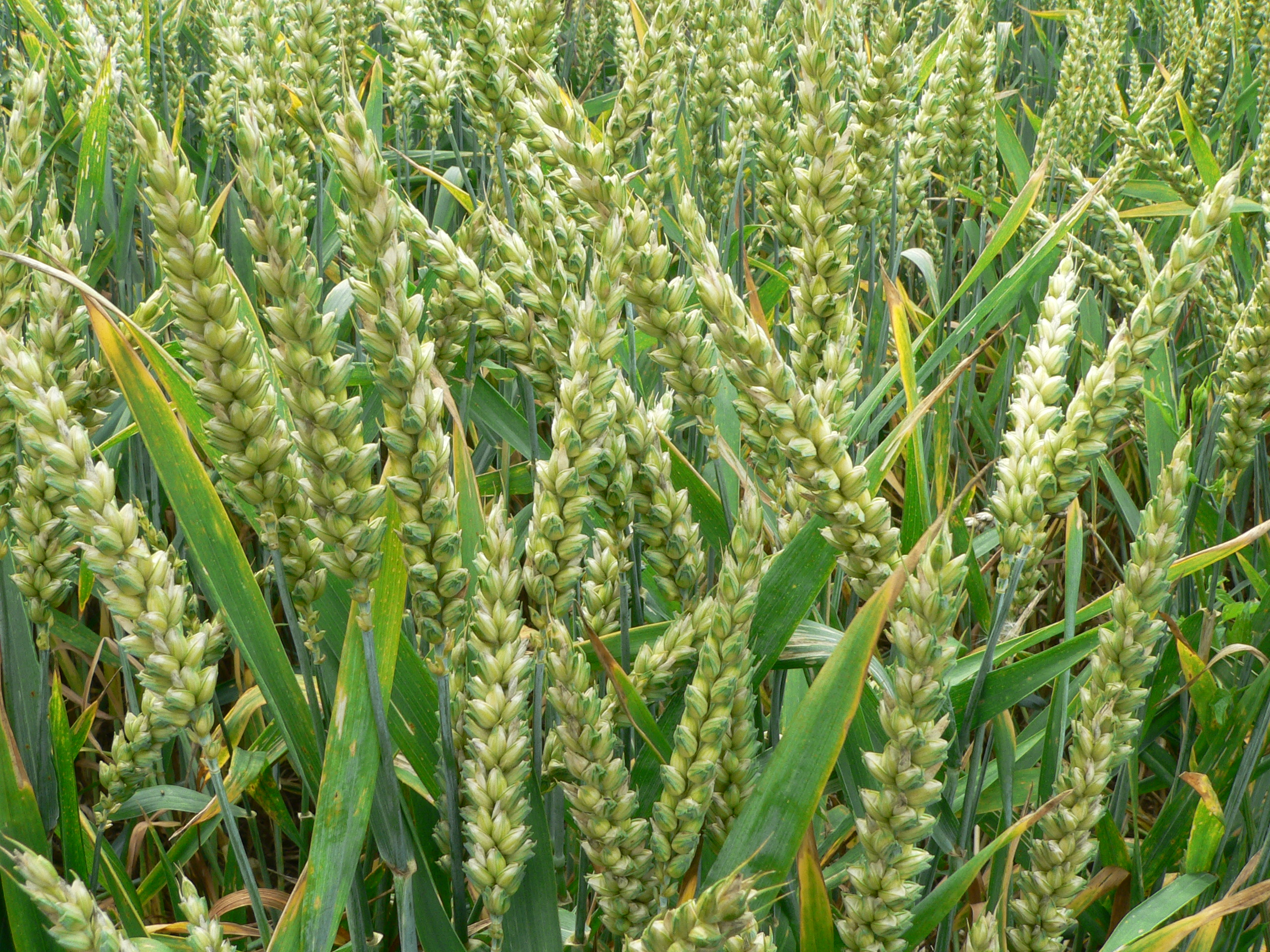
Lúa mì

Lúa mì hay tiểu mạch, tên khoa học: Triticum spp. là cây lương thực, thuộc một nhóm các loài cỏ đã thuần dưỡng từ khu vực Levant và được gieo trồng rộng khắp thế giới. 
Về tổng thể, lúa mì là thực phẩm quan trọng cho loài người, sản lượng của nó chỉ đứng sau bắp và lúa gạo trong số các loài cây lương thực. Hạt lúa mì là một loại lương thực chung được sử dụng để làm bột mì trong sản xuất các loại bánh mì; mì sợi, bánh, kẹo v.v cũng như được lên men để sản xuất bia rượu hay nhiên liệu sinh học. Lúa mì cũng được gieo trồng ở quy mô hạn hẹp làm cỏ khô cho gia súc và rơm cũng có thể dùng làm cỏ khô cho gia súc hay vật liệu xây dựng để lợp mái

## Lịch sử
Lúa mì có nguồn gốc từ Tây Nam Á trong khu vực được biết dưới tên gọi Lưỡi liềm Màu mỡ (khu vực Trung Đông ngày nay). Các mối quan hệ di truyền giữa lúa mì einkorn và lúa mì emmer chỉ ra rằng khu vực thuần dưỡng lúa mì rất có thể là nằm gần Diyarbakır ở Thổ Nhĩ Kỳ . Các loại lúa mì hoang dại này đã được thuần dưỡng như là một phần của nguồn gốc nông nghiệp tại khu vực Lưỡi liềm Màu mỡ này. Việc trồng trọt và thu hoạch cũng như gieo hạt lặp đi lặp lại các loại cỏ hoang dại này đã dẫn tới sự thuần dưỡng lúa mì thông qua chọn lọc và các dạng đột biến với tai thóc dai, còn nguyên vẹn khi thu hoạch, hạt lớn, và xu hướng các bông con còn nằm lại trên thân cây cho đến khi thu hoạch . Do mất đi cơ chế phát tán hạt nên lúa mì đã thuần dưỡng chỉ còn khả năng hạn chế trong việc nhân giống một cách hoang dã.

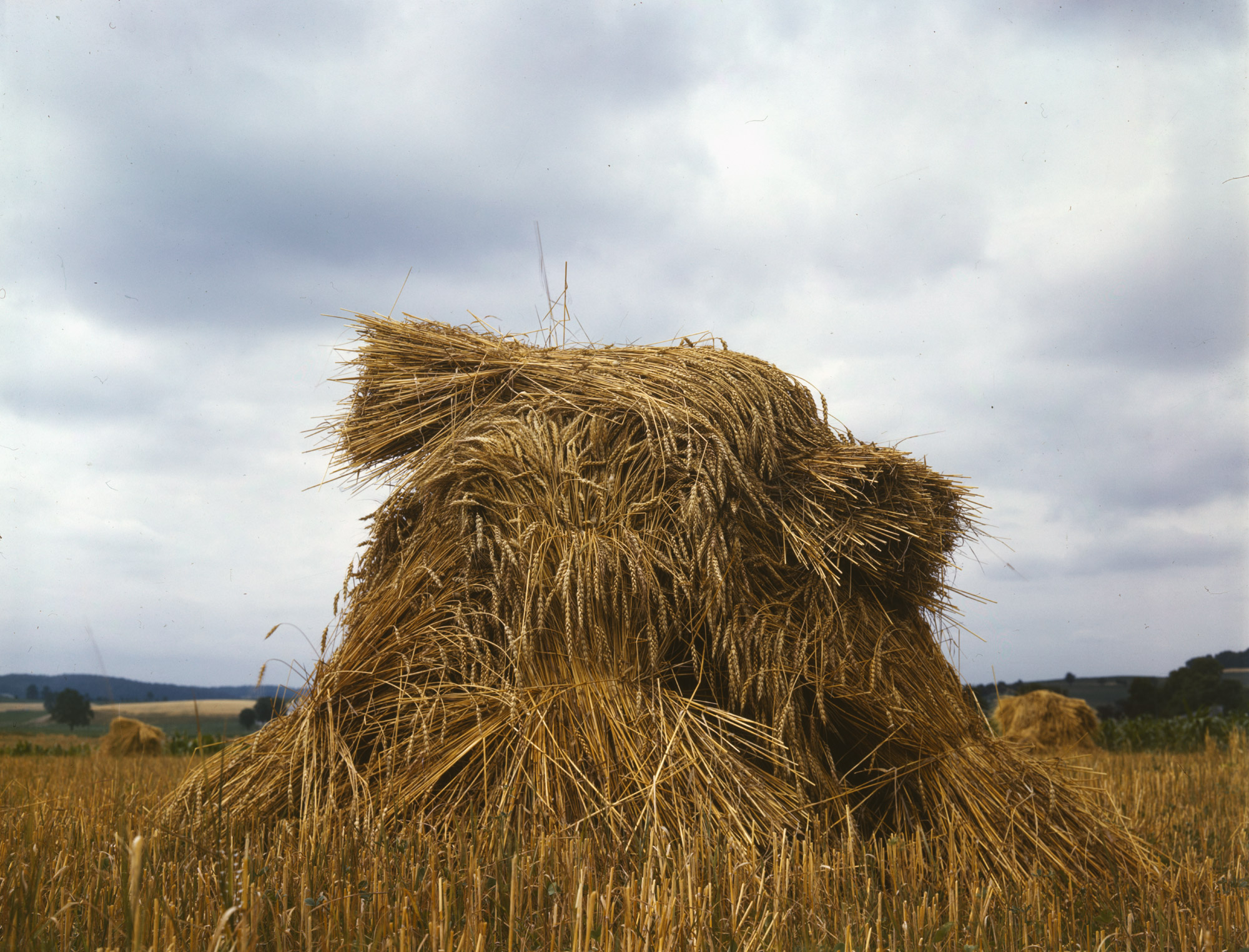
Lúa mì đã cắt khi thu hoạch

Việc trồng trọt lúa mì đã bắt đầu lan rộng ra ngoài khu vực Lưỡi liềm Màu mỡ trong thời đại đồ đá mới. Vào khoảng năm 3000 TCN, lúa mì đã xuất hiện tại Ethiopia, Ấn Độ, Ireland và Tây Ban Nha. Khoảng 1 thiên niên kỷ sau nó tới Trung Quốc. Khoảng năm 1000 TCN việc trồng trọt nông nghiệp với sử dụng sức ngựa, trâu, bò cày bừa đã làm gia tăng sản lượng lúa mì, giống như việc sử dụng các máy gieo hạt thay thế cho việc gieo hạt bằng cách rải hạt trong thế kỷ XVIII. Sản lượng lúa mì tiếp tục tăng lên, do các vùng đất mới được đưa vào khai thác, cũng như do kỹ thuật canh tác của nghề nông tiếp tục được cải tiến với việc sử dụng các loại phân bón, máy gặt, máy đập lúa (máy gặt đập), các loại máy cày đất, máy xới đất, máy trồng cây dùng sức kéo của máy kéo, công tác thủy lợi và phòng trừ sâu bệnh dịch hại hoàn thiện hơn cũng như việc tạo ra các giống mới tốt hơn (xem thêm Cách mạng xanh và Lúa mì Norin 10). Với tỷ lệ gia tăng dân số trong khu vực sử dụng lúa mì như là loại lương thực chính đang suy giảm, trong khi năng suất vẫn tiếp tục tăng, nên diện tích gieo trồng lúa mì hiện tại đã bắt đầu xu hướng giảm và nó là lần đầu tiên diễn ra xu hướng này trong lịch sử loài người hiện đại. Vào năm 2007, sản lượng lúa mì đã giảm tới mức thấp nhất kể từ năm 1981, và năm 2006 là lần đầu tiên lượng tiêu thụ lúa mì trên toàn thế giới nhiều hơn là sản lượng – một khoảng trống sẽ được tiếp tục dãn rộng do nhu cầu tiêu dùng lúa mì hiện nay đã tăng nhanh hơn mức tăng của sản xuất.

## Di truyền
Di truyền của lúa mì là phức tạp hơn so với phần lớn các loài thực vật đã thuần dưỡng khác. Một số loài lúa mì là dạng lưỡng bội, với 2 bộ nhiễm sắc thể, nhưng nhiều loài là các dạng đa bội ổn định, với 4 hay 6 bộ nhiễm sắc thể (tứ bội hay lục bội).
- Lúa mì Einkorn (Triticum monococcum) là dạng lưỡng bội.[1]
- Phần lớn các loài lúa mì tứ bội (như lúa mì Emmer (Triticum dicoccon) và lúa mì cứng (T. durum)) có nguồn gốc từ lúa mì Emmer hoang (Triticum dicoccoides). Triticum dicoccoides là kết quả lai ghép giữa 2 loài cỏ lưỡng bội hoang dại là Triticum urartu và các loài cỏ dê hoang dại như Aegilops searsii hay A. speltoides. Quá trình lai ghép để tạo ra lúa mì Emmer hoang dại diễn ra trong tự nhiên, từ rất lâu trước khi có quá trình thuần dưỡng.[13]
- Các loài lúa mì lục bội đã tiến hóa trên các cánh đồng của người nông dân. Lúa mì Emmer thuần dưỡng hoặc là lúa mì cứng thuần dưỡng lại lai ghép tiếp với một loài cỏ hoang dã lưỡng bội (Aegilops tauschii) để sinh ra các loài lúa mì lục bội, như lúa mì spenta và lúa mì thông thường.[13]

## Giống cây trồng
Trong các hệ thống nông nghiệp truyền thống thì các quần thể lúa mì thông thường bao gồm các giống tạp chủng, các quần thể được những người nông dân duy trì một cách tùy tiện và thông thường có sự đa dạng về hình thái và đặc tính rất cao. Mặc dù các giống lúa mì này đã không còn được gieo trồng tại châu Âu và Bắc Mỹ, nhưng chúng có thể vẫn còn tầm quan trọng ở những nơi khác. Nguồn gốc của các giống lúa mì thuần chủng chính thức có từ thế kỷ XIX, khi người ta tạo ra một dòng giống mới thông qua phương pháp chọn lọc các hạt từ cây có các đặc tính mong muốn. Các giống lúa mì hiện đại đã được phát triển trong những năm đầu của thế kỷ XX và có mối liên hệ chặt chẽ với sự phát triển của di truyền học Mendel. Phương pháp tiêu chuẩn trong gây giống cùng dòng các giống cây trồng của lúa mì là lai ghép chéo giữa 2 dòng bằng cách sử dụng cách ngắt bỏ hoa đực để tránh hiện tượng tự thụ phấn, sau đó cho chúng tự lai ghép hay lai cùng dòng các thế hệ sau. Các lựa chọn được đồng nhất (để có các gen chịu trách nhiệm cho các khác biệt về giống) trong 10 hay nhiều hơn các thế hệ trước khi đưa ra như là các giống hay giống cây trồng.
Các giống lai F1 của lúa mì không nên nhầm lẫn với các giống lúa mì thu được từ gây giống thực vật tiêu chuẩn. Ưu thế giống lai (như trong các cây lai F1 quen thuộc của ngô) diễn ra trong lúa mì thông thường (lục bội), nhưng rất khó để sản xuất hạt của các giống cây lai ghép ở quy mô thương mại như đã được thực hiện với ngô do hoa lúa mì là hoàn hảo và thông thường nó tự thụ phấn. Hạt giống lúa mì lai ghép ở quy mô thương mại được sản xuất bằng cách dùng các tác nhân lai ghép hóa học, các thuốc điều chỉnh tăng trưởng lúa mì có tác động chọn lọc với sự phát triển của phấn hoa, hay các hệ thống triệt tiêu khả năng sinh sản hoa đực một cách tự nhiên diễn ra tế bào chất. Lúa mì lai ghép chỉ có thành công thương mại hạn chế, ở châu Âu (cụ thể là Pháp), Hoa Kỳ và Nam Phi.
Mục đích chính trong gây gióng lúa mì là năng suất cao, chất lượng tốt, khả năng kháng bệnh tật và sâu bọ cũng như khả năng chịu các ứng suất vô sinh như chịu ẩm, chịu nóng hay chịu các chất vô cơ v.v. Các bệnh tật chính trong môi trường ôn đới là tàn rụi đầu Fusarium, bệnh gỉ sắt ở lá và thân cây, trong khi ở khu vực nhiệt đới là tàn rụi lá Helminthosporium.

## Vỏ bao và đập lúa

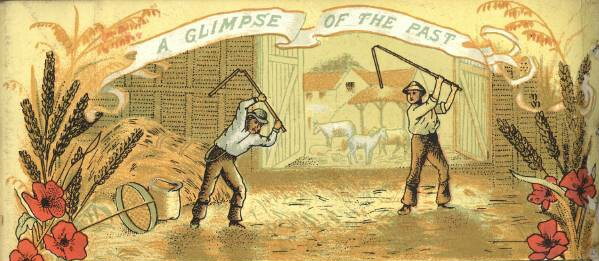
Dùng cây đập lúa để thu hạt ở Anh thời xưa

Bốn loài lúa mì hoang dại cùng với các giống, thứ của lúa mì Einkorn đã thuần dưỡng, lúa mì Emmer và lúa mì spenta, có vỏ bao hạt. Đặc trưng hình thái nguyên thủy này bao gồm các mày dai bao bọc chặt lấy hạt, và (ở lúa mì đã thuần dưỡng) là cuống khá giòn dễ dàng gãy khi đập. Kết quả là khi người ta đập các bó lúa mì thì bông lúa gãy ra thành các bông con. Để thu được hạt nhằm có thể xử lý tiếp, như xay hay nghiền, người ta cần loại bỏ các vỏ bao này (trấu). Ngược lại, ở các dạng trần (tự do khi đập) như lúa mì cứng hay lúa mì thông thường, các mày dễ vỡ còn cuống thì dai. Khi đập, lớp trấu tách ra, giải phóng hạt. Lúa mì có vỏ bao thường được lưu giữ dưới dạng các bông con do lớp mày dai là sự bảo vệ tốt chống lại các loại sau bọ khi lưu trữ hạt.

## Tên gọi
Có nhiều hệ thống phân loại thực vật được sử dụng cho các loài lúa mì. Tên gọi của các loài lúa mì trong các hệ thống này đôi khi không đồng nhất. Trong phạm vi một loài, các giống cây trồng của lúa mì lại được những người gây giống hoặc nông dân phân loại tiếp theo mùa phát triển của chúng, chẳng hạn như lúa mì mùa đông hay lúa mì mùa xuân, theo hàm lượng gluten, chẳng hạn lúa mì cứng (nhiều protein) và lúa mì mềm (nhiều tinh bột), hay theo màu của hạt (đỏ, trắng, hổ phách).

### Các loài lúa mì chính được gieo trồng

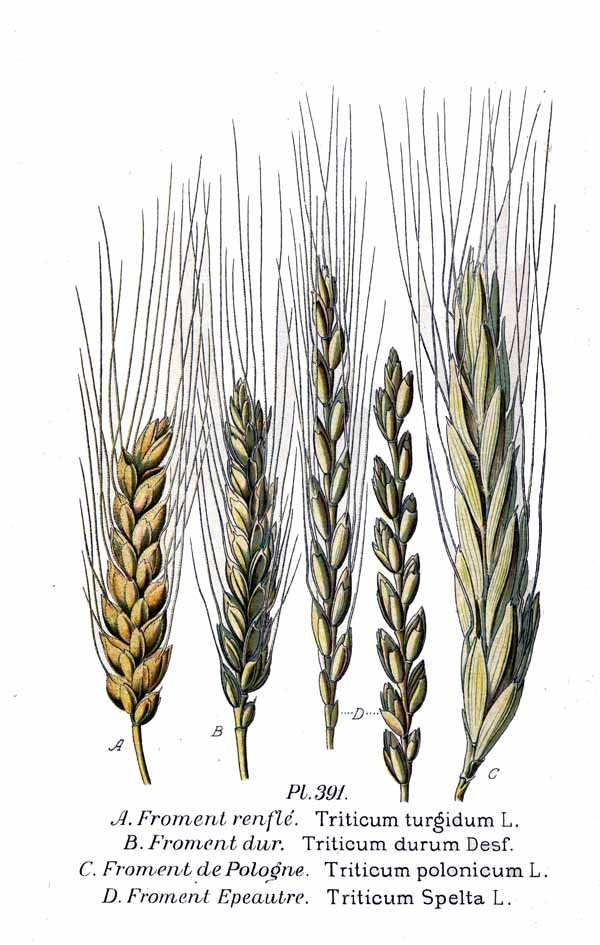
A Triticum turgidum
B Triticum turgidum subsp. durum
C Triticum polonicum
D Triticum aestivum subsp. spelta

- Lúa mì thông thường — (Triticum aestivum): Loài lục bội được gieo trồng nhiều nhất trên thế giới.
- Lúa mì cứng — (Triticum durum): Dạng tứ bội duy nhất được sử dụng rộng rãi ngày nay và là loài lúa mì được gieo trồng nhiều thứ hai.
- Lúa mì Einkorn — (Triticum monococcum): Loài lưỡng bội với các thứ hoang dại và gieo trồng. Dạng gieo trồng được thuần dưỡng cùng thời với lúa mì Emmer, nhưng chưa bao giờ có được tầm quan trọng ngang loài kia.
- Lúa mì Emmer — (Triticum dicoccon): Dạng tứ bội, được gieo trồng trong thời kỳ cổ đại nhưng ngày nay không còn được sử dụng rộng rãi.
- Lúa mì spenta — (Triticum spelta): Một loài lục bội được gieo trồng với số lượng hạn chế.

## Kinh tế

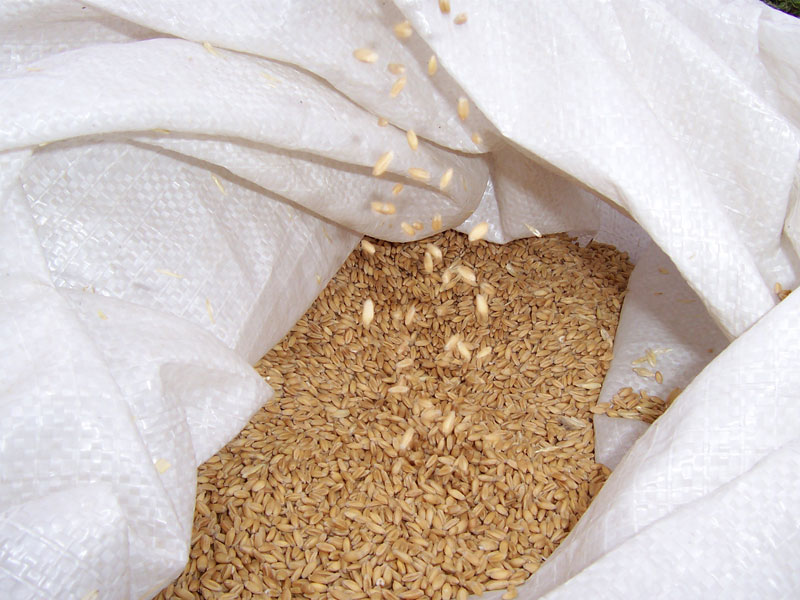
Bao lúa mì

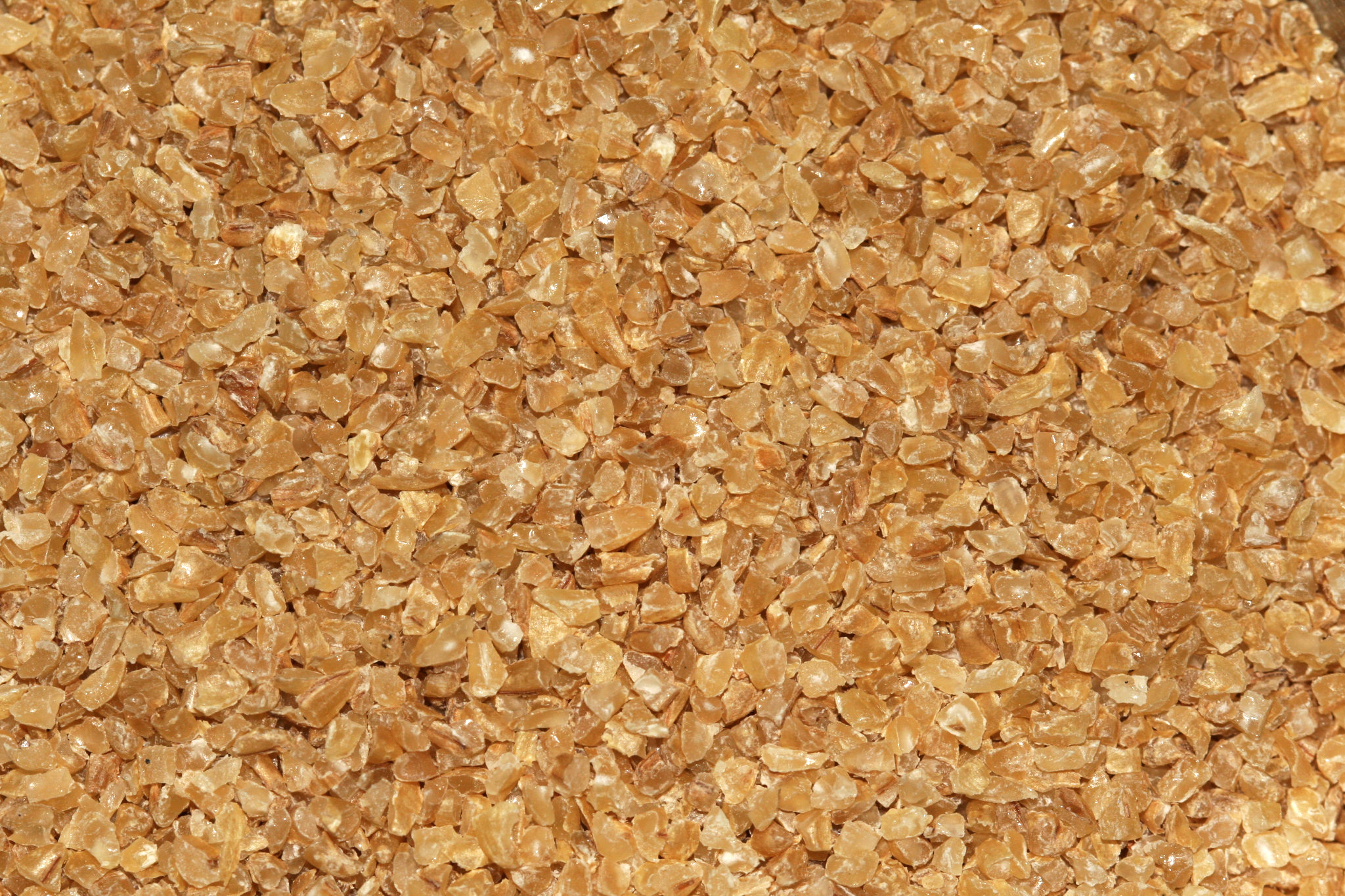
Hạt lúa mì vỡ

Lúa mì trong thương mại được phân loại dựa theo các tính chất của hạt đối với những nhu cầu của các thị trường hàng hóa. Các nhà kinh doanh lúa mì sử dụng sự phân loại này để xác định họ cần mua bán loại lúa mì nào do mỗi loại đều có các công dụng riêng. Còn các nhà sản xuất cũng dùng hệ thống phân loại này để xác định họ cần sản xuất loại lúa mì nào đem lại nhiều lợi nhuận nhất.
Lúa mì được gieo trồng rộng rãi như là một loại hoa lợi do nó có sản lượng lớn trên mỗi đơn vị diện tích, phát triển tốt trong khu vực có khí hậu ôn đới ngay cả khi mùa vụ tương đối ngắn. Bột mì có chất lượng cao và đa dụng, được sử dụng rộng rãi trong sản xuất bánh mì. Phần lớn các loại bánh mì được làm từ bột mì, bao gồm cả nhiều loại bánh được gọi theo tên của các loại ngũ cốc khác có trong các loại bánh đó, như hắc mạch và yến mạch. Sự phổ biến của thực phẩm làm từ bột mì tạo ra nhu cầu lớn về hạt, thậm chí ngay cả trong các nền kinh tế với thặng dư thực phẩm đáng kể.
Năm 2007 lúa mì đã tăng giá đáng kể do thời tiết giá lạnh và ngập lụt ở Bắc bán cầu, hạn hán ở Australia. Giá giao lúa mì trong tháng 9 năm 2007 và từ tháng 12 tới tháng 3 năm sau đã tăng khoảng 9 USD,00 mỗi giạ (khoảng 36 lít). Tại Italia người ta cũng phàn nàn về vấn đề giá mì ống tăng cao.

## Sản xuất và tiêu thụ
| Các nhà sản xuất hàng đầu — năm 2005 (triệu tấn) | Các nhà sản xuất hàng đầu — năm 2005 (triệu tấn) |
| ------------------------------------------------ | ------------------------------------------------ |
| Trung Quốc                                       | 96                                               |
| Ấn Độ                                            | 72                                               |
| Hoa Kỳ                                           | 57                                               |
| Nga                                              | 46                                               |
| Pháp                                             | 37                                               |
| Canada                                           | 26                                               |
| Úc                                               | 24                                               |
| Đức                                              | 24                                               |
| Pakistan                                         | 22                                               |
| Thổ Nhĩ Kỳ                                       | 21                                               |
| Toàn thế giới                                    | 626                                              |
| Nguồn: FAO (FAO)                                 |                                                  |

Lúa mì được trồng với diện tích hơn 216.000.000 hécta (530.000.000 mẫu Anh), lớn hơn bất kỳ loại cây trồng nào khác. Thương mại lúa mì trên thế giới lớn hơn tất cả các loại cây trồng khác gộp lại. Cùng với gạo, lúa mì là thực phẩm thiết yếu được ưa thích nhất trên thế giới. Nó là một thành phần trong chế độ ăn uống chính do sự thích nghi nông học của lúa mì có thể phát triển từ các vùng gần Bắc cực đến xích đạo, từ các đồng bằng ven biển đến độ cao khoảng 4.000 m (13.000 ft) trên mực nước biểnl.
Năm 2003, lượng tiêu thụ lúa mì trên đầu người toàn cầu là 67 kg (148 lb), cao nhất là 239 kg (527 lb) ở Kyrgyzstan. Năm 1997, lượng tiêu thụ trên đầu người toàn cầu là 101 kg (223 lb), cao nhất là Đan Mạch 623 kg (1.373 lb)/người, nhưng khoảng 81% của lượng này dùng làm thức ăn cho động vật. Lúa mì là thực phẩm thiết yếu ở Bắc Phi và Trung Đông, và được trồng phổ biến ở châu Á. Không giống như lúa gạo, sản xuất lúa mì trải rộng hơn trên toàn cầu mặc dù Trung Quốc vẫn chiếm tới 1/6 sản lượng toàn thế giới.
Trong thế kỷ XX, sản lượng lúa mì toàn cầu đã mở rộng khoảng 5 lần so với trước đó, nhưng cho đến khoảng năm 1995 hầu hết con số này phản ánh sự gia tăng về diện tích trồng trọt, với sự gia tăng ít hơn (khoảng 20%) về sản lượng/một đơn vị diện tích. Tuy nhiên sau năm 1995, có sự gia tăng ấn tượng gấp 10 lần về tỉ lệ cải thiện năng suất mỗi năm, và nó trở thành nhân tố chính cho phép sản lượng lúa mì gia tăng. Do đổi mới công nghệ và quản lý cây trồng một cách khoa học cùng với phân bón tổng hợp, tưới tiêu và nuôi cấy lúa mì là những động lực chính của tăng trưởng sản lượng lúa mì trong nửa cuối thế kỷ này. Đã có sự sụt giảm đáng kể về diện tích trồng cây lúa mì, ví dụ như ở Bắc Mỹ.

## Nông học
Vào mùa đông lúa mì ở trạng thái ngủ đông dưới tuyết, nhưng thông thường nó cần khoảng 110 tới 130 ngày từ khi gieo trồng tới khi thu hoạch, phụ thuộc vào khí hậu, giống và các điều kiện về đất canh tác.
Việc theo dõi và chăm sóc lúa mì đòi hỏi cần có những kiến thức về các giai đoạn phát triển của nó. Cụ thể, việc sử dụng phân bón, thuốc diệt cỏ, thuốc diệt nấm, thuốc điều chỉnh tăng trưởng v.v thông thường cần được áp dụng vào các giai đoạn phát triển cụ thể của nó.
Tồn tại một vài hệ thống để nhận dạng các giai đoạn phát triển của lúa mì, với hai hệ thống sử dụng nhiều nhất là thang Feekes và thang Zadoks. Mỗi thang là một hệ thống tiêu chuẩn, trong đó miêu tả các giai đoạn kế tiếp nhau của lúa mì trong một vụ mùa.

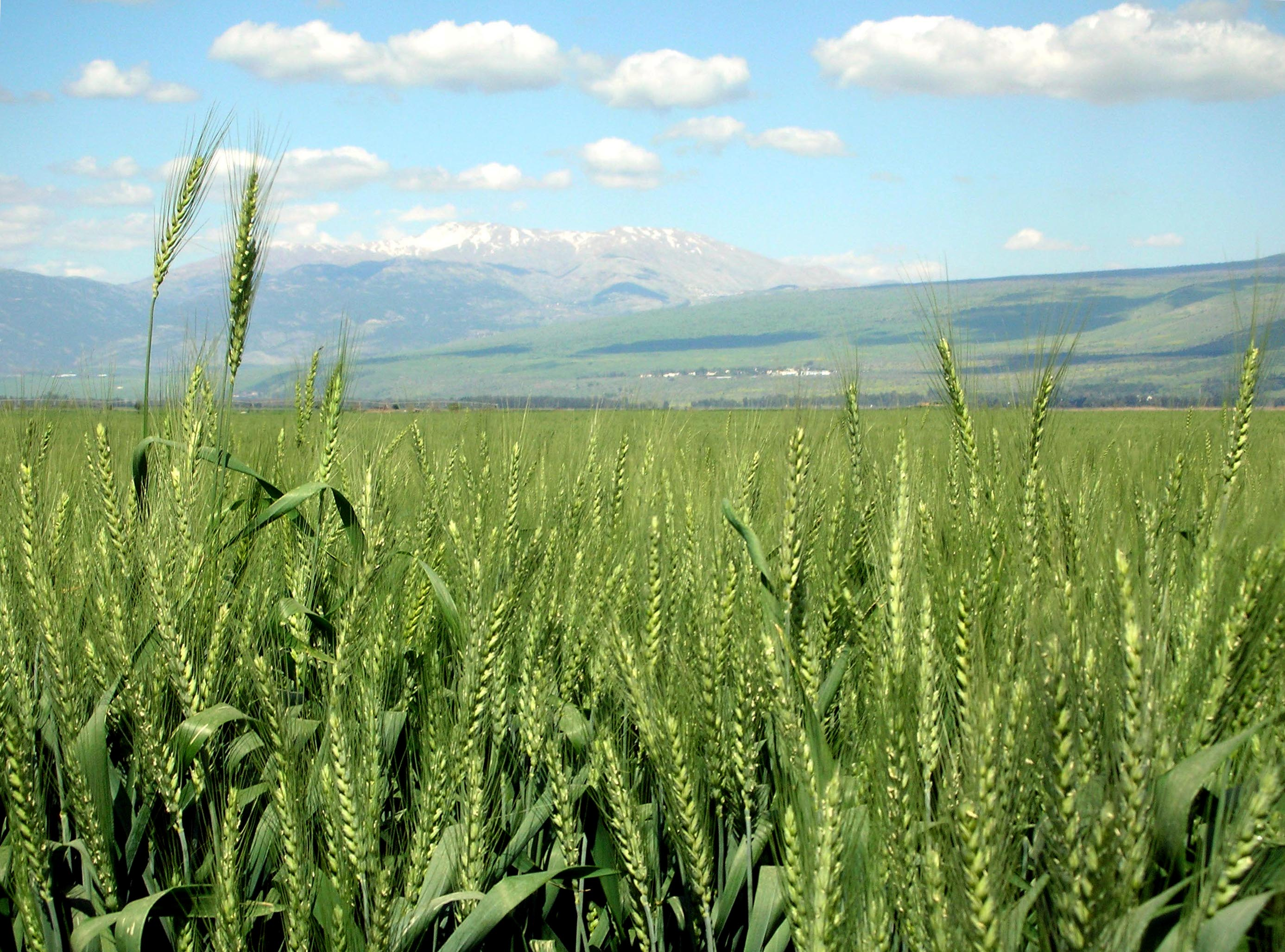
Một cánh đồng lúa mì đang chín ở miền bắc Israel
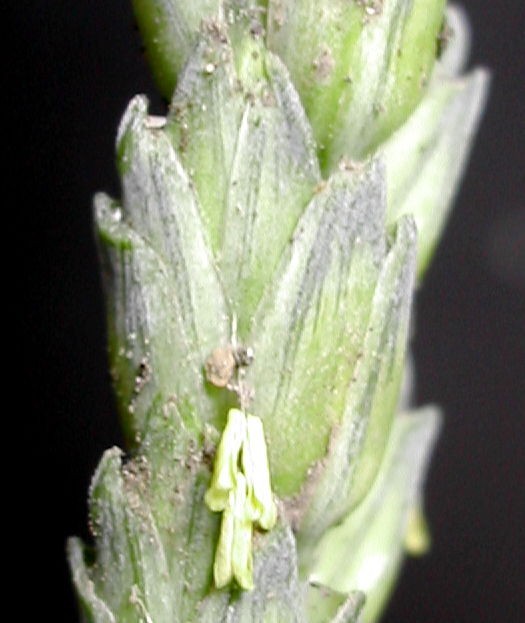
Bông con của lúa mì với 3 bao phấn đang rời ra
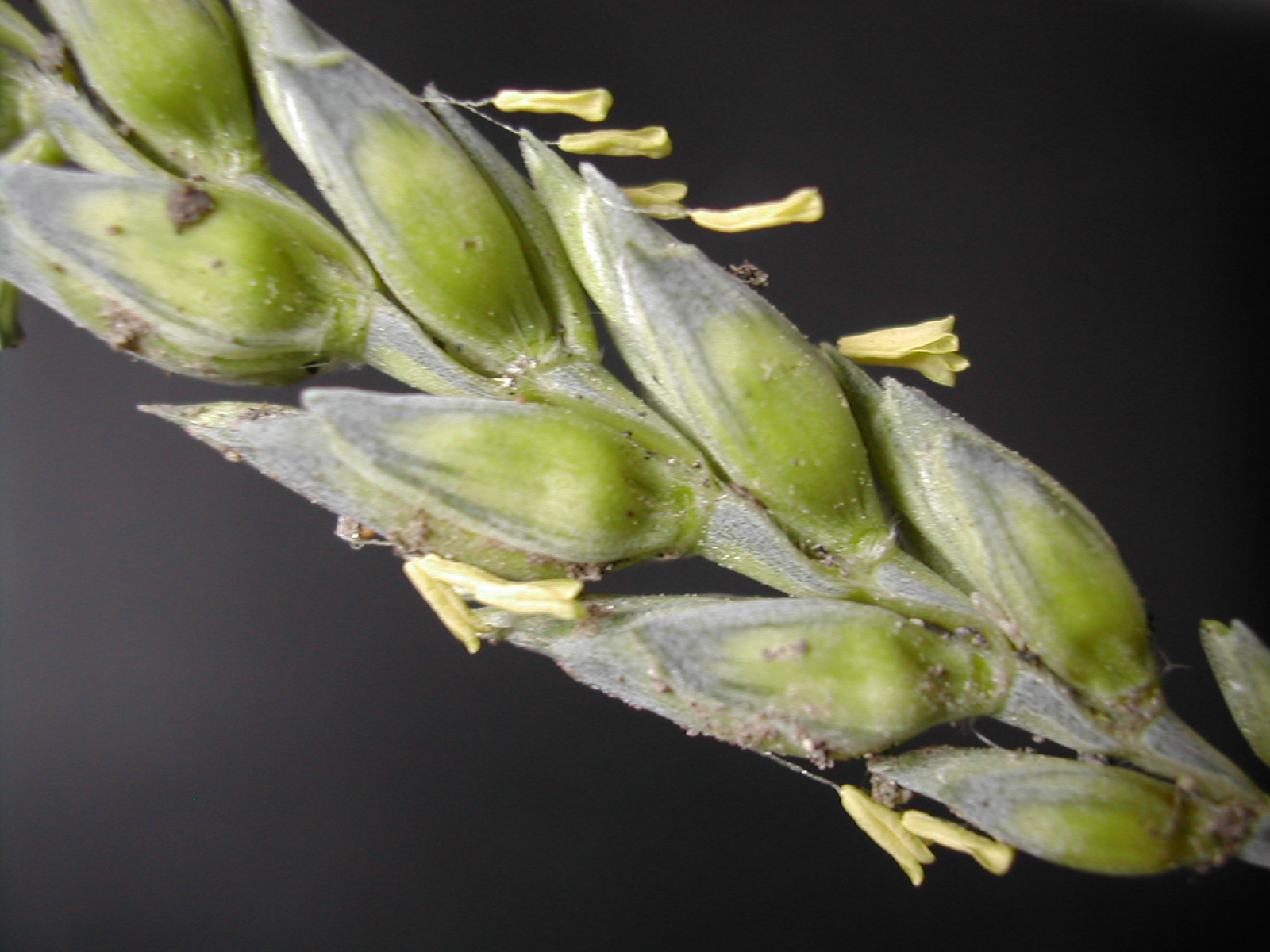
Lúa mì trong giai đoạn nở hoa

### Dịch bệnh
Có nhiều loại dịch bệnh trên cây lúa mì, chủ yếu gây ra bởi nấm, vi khuẩn và virus. Các loại thực vật biến đổi gen đã được phát triển để chống lại sâu bệnh, và việc quản lý mùa vụ có vai trò quan trọng trong phòng chống dịch bệnh. Thuốc diệt nấm, được sử dụng để ngăn chặn sự thiệt hại đáng kể cây trồng từ bệnh nấm, có thể tốn một chi phí đáng kể trong sản xuất lúa mì. Ước tính về số lượng sản xuất lúa mì bị mất do bệnh thực vật thay đổi từ 10-25% ở Missouri. Một loạt các sinh vật lây nhiễm sang lúa mì, trong đó quan trọng nhất là các virus và nấm.

### Động vật gây hại
Lúa mì bị ấu trùng của một số loài côn trùng cánh vẩy (Lepidoptera) phá hại, như Axylia putris, Apamea sordens, Xestia c-nigrum và Agrotis segetum. Vào đầu mùa vụ, nhiều loài chim như Euplectes progne, và động vật gặm nhấm cũng ăn lúa mì. Các loài động vật này có thể gây hại nghiêm trọng trong mùa vụ khi chúng ăn hạt giống mới gieo hoặc cây con. Chúng cũng có thể phá hoại mùa màng cuối vụ khi ăn hạt trưởng thành. Gần đây, thiệt hại sau thu hoạch đối với ngũ cốc lên đến hàng tỷ đô la mỗi năm chỉ riêng tại Mỹ, và bao gồm những thiệt hại cho lúa mì bởi sâu đục khác nhau, bọ cánh cứng và mọt. Động vật gặm nhấm cũng là nguyên nhân gây thiệt hại trong giai đoạn bảo quản, và tại các khu vực đang phát triển hạt chủ yếu, số chuột đồng đôi khi có thể xây dựng bùng nổ bệnh dịch hạch do có sẵn mầm bệnh trong thực phẩm. Để giảm số lượng lúa mì bị mất sau thu doạch do động vật gây hại, các nhà khoa học ở Agricultural Research Service đã phát triển "insect-o-graph," loại này có thể nhận dạng côn trùng mà không thể nhìn thấy bằng mắt thường. Thiết bị sử dụng các tín hiệu điện để nhận biết côn trùng khi lúa mì đang được xay. Công nghệ mới này chính xác đến mức có thể phát hiện 5-10 hạt bị nhiễm trong số 300.000 hạt tốt.

## Lương thực-thực phẩm

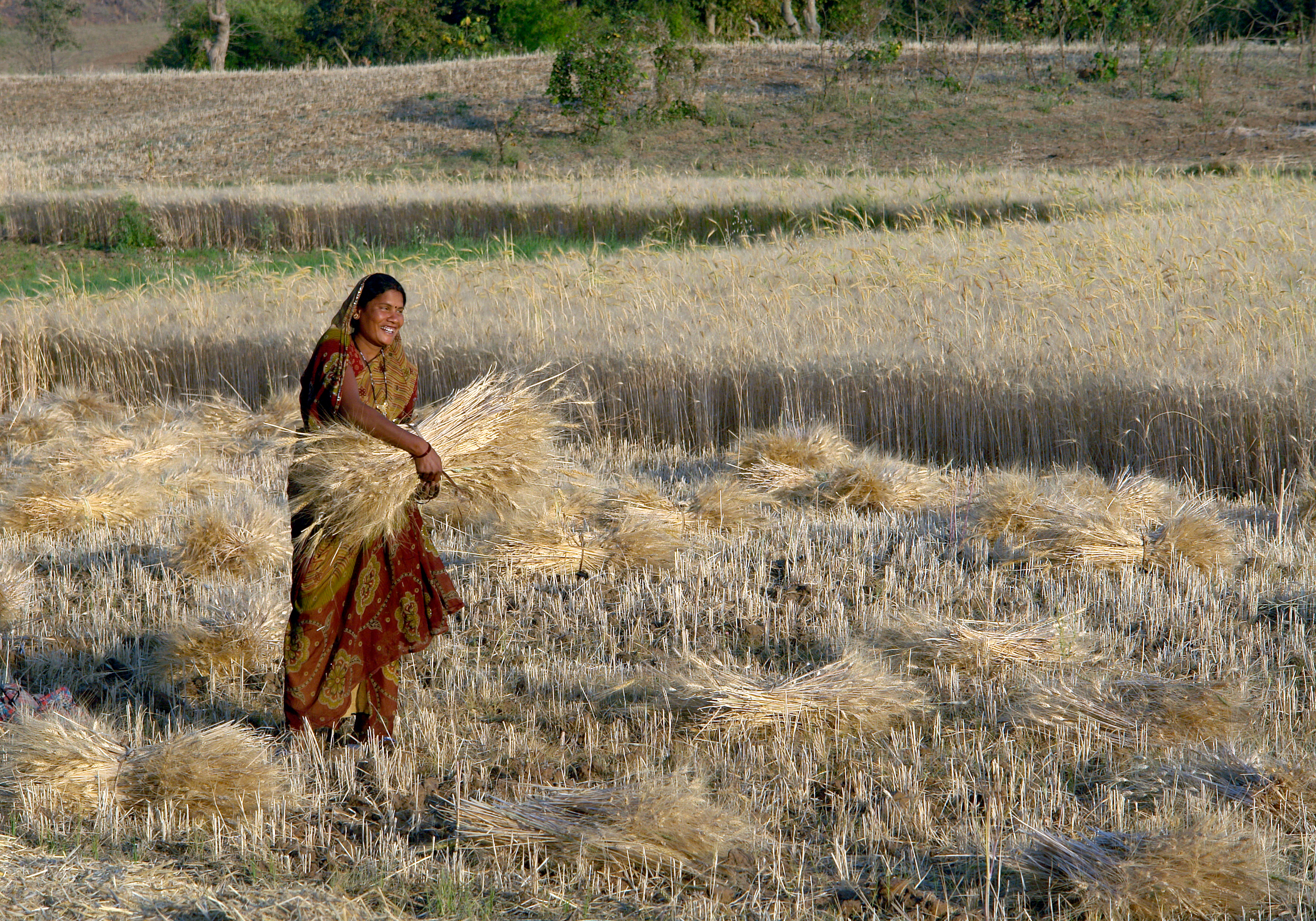
Thu hoạch lúa mì tại bang Madhya Pradesh, Ấn Độ

Hạt lúa mì có thể nghiền thành bột, gọi là bột mì hay cho nảy mầm và sấy khô để sản xuất mạch nha, nghiền và loại bỏ cám thành lúa mì vỡ hạt hay bulgur, luộc sơ (hay sấy hơi nước), sấy khô hay chế biến thành bột trân châu, mì ống hay bột đảo bơ (roux). Chúng là thành phần chính trong các loại thức ăn như bánh mì, cháo lúa mì, bánh quy giòn, bánh quy, bánh nướng, bánh ngọt và boza (một loại thức uống lên men phổ biến ở Đông Nam Âu).

### Dinh dưỡng
100 gam hạt lúa mì đỏ cứng mùa đông chứa khoảng 12,6 gam protein, 1,5 gam chất béo tổng cộng, 71 gam cacbohydrat, 12,2 gam xơ tiêu hóa và 3,2 mg sắt (17% nhu cầu hàng ngày); trong khi 100 gam lúa mì đỏ cứng mùa xuân chứa khoảng 15,4 gam protein, 1,9 gam chất béo tổng cộng, 68 gam cacbohydrat, 12,2 gam xơ tiêu hóa và 3,6 mg sắt (20% nhu cầu hàng ngày).
Gluten, một loại protein có trong lúa mì (và các loài khác của Triticeae), là chất gây ra một số tác dụng phụ ở những người mắc bệnh tạng phủ (rối loạn tự miễn dịch ở khoảng 1% dân số gốc Ấn-Âu).
Lúc mì chứa nhiều khoáng chất, vitamin và chất béo. Với một lượng nhỏ protein động vật hoặc đậu thêm vào, bữa ăn có thành phần chủ yếu là lúa mì có hàm lượng dinh dưỡng cao.
Những dạng lúa mì phổ biến nhất là loại màu trắng và đỏ. Tuy nhiên, các dạng tự nhiên khác cũng được sử dụng. Ví dụ, ở các vùng cao nguyên của Ethiopia có loại lúa mì tím, một loại lúa mì tứ bội giàu chất chống oxy hóa. Các loài thương mại thứ yếu khác nhưng có hàm lượng dinh dưỡng khác cao bao gồm loại màu đen, vàng và xanh dương.

### Sức khỏe
Nhiều nghiên cứu ban đầu ở châu Âu, Nam Mỹ, châu Úc, và Hoa Kỳ cho rằng có khoảng 0,5–1% dân số ở những khu vực này có thể bị mắc chứng bệnh coeliac mà chưa bị phát hiện. Bệnh Coeliac là trường hợp gây ra bởi phản ứng nghịch của hệ miễn dịch với gliadin, đây là một loại protein gluten được tìm thấy trong lúa mì (và những loại ngũ cốc tương tự trong tông Triticeae và bao gồm các loài khác như đại mạch và lúa mạch đen). Tùy thuộc vào sự phơi nhiễm với gliadin, enzyme tissue transglutaminase làm thay đổi protein, và phản ứng chéo của hệ miễn dịch với mô ruột gây viêm. Điều đó làm mỏng lớp niêm mạc ruột non, gây cản trở sự hấp thụ các chất dinh dưỡng. Phương pháp trị liệu duy nhất là sử dụng thức ăn không chứa gluten thường xuyên.
Bánh mì trắng và các loại bánh ngọt có chứa lượng carbohydrate cao không tốt cho sức khỏe của người mắc bệnh tiểu đường, vì nó có thể làm tăng lượng đường trong máu của người bệnh. Nếu bạn bị tiểu đường mà lại thích ăn các loại mì sợi, mì ống, pasta, lasagna,macaroni và đặc biệt là các loại mì ăn liền thì có lẽ đây là thời điểm buộc phải tránh xa món ăn yêu thích của mình, bởi vì mì cũng giàu carbohydrate và nó làm tăng mức đường trong máu của người bị tiểu đường. Nhiều loại ngũ cốc ăn sáng chứa lúa mì được làm ngọt hơn và có nhiều hương vị hơn để làm tăng lượng đường trong máu, vì vậy nếu bạn bị tiểu đường, hãy tránh chúng ngay lập tức.
Ước tính dân số Hoa Kỳ bị mắc chứng này khoảng 0,5 đến 1,0%.
Nhạy cảm với gluten do phản ứng với protein trong lúa mì khác với dị ứng lúa mì.
| Thực phẩm thiết yếu                    | Ngô (bắp)[A] | Gạo trắng[B] | Lúa mì[C] | Khoai tây[D] | Sắn (khoai mì)[E] | Đậu tương (đậu nành), xanh[F] | Khoai lang[G] | Khoai từ[Y] | Cao lương[H] | Chuối nấu ăn[Z] | RDA          |
| -------------------------------------- | ------------ | ------------ | --------- | ------------ | ----------------- | ----------------------------- | ------------- | ----------- | ------------ | --------------- | ------------ |
| Hàm lượng nước (%)                     | 10           | 12           | 13        | 79           | 60                | 68                            | 77            | 70          | 9            | 65              |              |
| Số gam tươi trên 100 g trọng lượng khô | 111          | 114          | 115       | 476          | 250               | 313                           | 435           | 333         | 110          | 286             |              |
| Dinh dưỡng                             |              |              |           |              |                   |                               |               |             |              |                 |              |
| Năng lượng (kJ)                        | 1698         | 1736         | 1574      | 1533         | 1675              | 1922                          | 1565          | 1647        | 1559         | 1460            | 8,368–10,460 |
| Protein (g)                            | 10.4         | 8.1          | 14.5      | 9.5          | 3.5               | 40.6                          | 7.0           | 5.0         | 12.4         | 3.7             | 50           |
| Chất béo (g)                           | 5.3          | 0.8          | 1.8       | 0.4          | 0.7               | 21.6                          | 0.2           | 0.6         | 3.6          | 1.1             | 44–77        |
| Carbohydrat (g)                        | 82           | 91           | 82        | 81           | 95                | 34                            | 87            | 93          | 82           | 91              | 130          |
| Chất xơ (g)                            | 8.1          | 1.5          | 14.0      | 10.5         | 4.5               | 13.1                          | 13.0          | 13.7        | 6.9          | 6.6             | 30           |
| Đường (g)                              | 0.7          | 0.1          | 0.5       | 3.7          | 4.3               | 0.0                           | 18.2          | 1.7         | 0.0          | 42.9            | tối thiểu    |
| Khoáng chất                            | [A]          | [B]          | [C]       | [D]          | [E]               | [F]                           | [G]           | [Y]         | [H]          | [Z]             | RDA          |
| Calci (mg)                             | 8            | 32           | 33        | 57           | 40                | 616                           | 130           | 57          | 31           | 9               | 1,000        |
| Sắt (mg)                               | 3.01         | 0.91         | 3.67      | 3.71         | 0.68              | 11.09                         | 2.65          | 1.80        | 4.84         | 1.71            | 8            |
| Magnesi (mg)                           | 141          | 28           | 145       | 110          | 53                | 203                           | 109           | 70          | 0            | 106             | 400          |
| Phosphor (mg)                          | 233          | 131          | 331       | 271          | 68                | 606                           | 204           | 183         | 315          | 97              | 700          |
| Kali (mg)                              | 319          | 131          | 417       | 2005         | 678               | 1938                          | 1465          | 2720        | 385          | 1426            | 4700         |
| Natri (mg)                             | 39           | 6            | 2         | 29           | 35                | 47                            | 239           | 30          | 7            | 11              | 1,500        |
| Kẽm (mg)                               | 2.46         | 1.24         | 3.05      | 1.38         | 0.85              | 3.09                          | 1.30          | 0.80        | 0.00         | 0.40            | 11           |
| Đồng (mg)                              | 0.34         | 0.25         | 0.49      | 0.52         | 0.25              | 0.41                          | 0.65          | 0.60        | -            | 0.23            | 0.9          |
| Mangan (mg)                            | 0.54         | 1.24         | 4.59      | 0.71         | 0.95              | 1.72                          | 1.13          | 1.33        | -            | -               | 2.3          |
| Seleni (μg)                            | 17.2         | 17.2         | 81.3      | 1.4          | 1.8               | 4.7                           | 2.6           | 2.3         | 0.0          | 4.3             | 55           |
| Vitamin                                | [A]          | [B]          | [C]       | [D]          | [E]               | [F]                           | [G]           | [Y]         | [H]          | [Z]             | RDA          |
| Vitamin C (mg)                         | 0.0          | 0.0          | 0.0       | 93.8         | 51.5              | 90.6                          | 10.4          | 57.0        | 0.0          | 52.6            | 90           |
| Thiamin (B1) (mg)                      | 0.43         | 0.08         | 0.34      | 0.38         | 0.23              | 1.38                          | 0.35          | 0.37        | 0.26         | 0.14            | 1.2          |
| Riboflavin (B2) (mg)                   | 0.22         | 0.06         | 0.14      | 0.14         | 0.13              | 0.56                          | 0.26          | 0.10        | 0.15         | 0.14            | 1.3          |
| Niacin (B3) (mg)                       | 4.03         | 1.82         | 6.28      | 5.00         | 2.13              | 5.16                          | 2.43          | 1.83        | 3.22         | 1.97            | 16           |
| Acid pantothenic (B5) (mg)             | 0.47         | 1.15         | 1.09      | 1.43         | 0.28              | 0.47                          | 3.48          | 1.03        | -            | 0.74            | 5            |
| Vitamin B6 (mg)                        | 0.69         | 0.18         | 0.34      | 1.43         | 0.23              | 0.22                          | 0.91          | 0.97        | -            | 0.86            | 1.3          |
| Tổng số Folate (B9) (μg)               | 21           | 9            | 44        | 76           | 68                | 516                           | 48            | 77          | 0            | 63              | 400          |
| Vitamin A (IU)                         | 238          | 0            | 10        | 10           | 33                | 563                           | 4178          | 460         | 0            | 3220            | 5000         |
| Vitamin E, alpha-tocopherol (mg)       | 0.54         | 0.13         | 1.16      | 0.05         | 0.48              | 0.00                          | 1.13          | 1.30        | 0.00         | 0.40            | 15           |
| Vitamin K1 (μg)                        | 0.3          | 0.1          | 2.2       | 9.0          | 4.8               | 0.0                           | 7.8           | 8.7         | 0.0          | 2.0             | 120          |
| Beta-carotene (μg)                     | 108          | 0            | 6         | 5            | 20                | 0                             | 36996         | 277         | 0            | 1306            | 10500        |
| Lutein+zeaxanthin (μg)                 | 1506         | 0            | 253       | 38           | 0                 | 0                             | 0             | 0           | 0            | 86              | 6000         |
| Chất béo                               | [A]          | [B]          | [C]       | [D]          | [E]               | [F]                           | [G]           | [Y]         | [H]          | [Z]             | RDA          |
| Acid béo bão hòa (g)                   | 0.74         | 0.20         | 0.30      | 0.14         | 0.18              | 2.47                          | 0.09          | 0.13        | 0.51         | 0.40            | tối thiểu    |
| Acid béo không bão hòa đơn (g)         | 1.39         | 0.24         | 0.23      | 0.00         | 0.20              | 4.00                          | 0.00          | 0.03        | 1.09         | 0.09            | 22–55        |
| Acid béo không bão hòa đa (g)          | 2.40         | 0.20         | 0.72      | 0.19         | 0.13              | 10.00                         | 0.04          | 0.27        | 1.51         | 0.20            | 13–19        |
|                                        | [A]          | [B]          | [C]       | [D]          | [E]               | [F]                           | [G]           | [Y]         | [H]          | [Z]             | RDA          |

A  ngô vàng, tươi

B  gạo trắng hạt dài, tươi, chưa làm sạch

C  lúa mì mùa đông, hạt đỏ, cứng, tươi

D  khoai tây tươi, còn vỏ

E  sắn tươi

F  đậu tương xanh tươi

G  khoai lang tươi

H  cao lương tươi

Y  khoai từ tươi

Z  chuối nấu ăn, tươi

/*  không chính thức